# Grande guignolée underground
La Grande guignolée underground est un évènement festif et caritatif annuel qui a lieu durant le temps des fêtes, à Montréal, au Québec depuis 2005 et mettant en vedette la scène musicale metal locale. 

## Histoire
La première édition a eu lieu en 2005, s'intitulant « Le party de Noël des Ghouls » avait pour but de regrouper les métalleux de Montréal, selon son fondateur Gary Ghoul. C'est à la seconde édition qu'il a été question d'apporter des denrées à partager qui ont été livrées chez  Jeunesse au Soleil et devant le constat d'un besoin réel, le fondateur a décidé de poursuivre et de grossir l’événement.
En 2015, l'évènement s'est produit aux Foufounes Électriques, avec GrimSkunk et Les Ékorchés.
L'édition de 2018 (qui représente la 11e édition) a eu lieu au Théâtre National avec en vedette B.A.R.F. ainsi que Cryptopsy, Necrotic Mutation et Insurrection.
En 2019, l'évènement s'est tenue aux Foufounes Électriques, avec Marionet X, Obsolete Mankind, Burning The Oppressor et les Ghoulunatics.